# Johann Friedrich Pöckel
Johann Friedrich Pöckel (* 16. Mai 1614 in Leipzig; † 19. Juni 1649 in Delitzsch) war ein kursächsischer Amtsschösser, der bis zu seinem Tod das Amt Delitzsch verwaltete.
Pöckel war ein Sohn zweiter Ehe des Leipziger Bürgers und Ratsbaumeisters Enoch Pöckel. Sein Amtsnachfolger in Delitzsch wurde Christian Mayer (1610–1669), der mit Pöckels Schwägerin Christina verw. Enoch Pöckel geb. Trübe verheiratet war.